# Ptygura mucicola
Ptygura mucicola är en hjuldjursart som först beskrevs av Kellicott 1888.  Ptygura mucicola ingår i släktet Ptygura och familjen Flosculariidae. Inga underarter finns listade i Catalogue of Life.